# Ablaxia planiscuta
Ablaxia planiscuta är en stekelart som först beskrevs av Thomson 1878.  Ablaxia planiscuta ingår i släktet Ablaxia och familjen puppglanssteklar. Arten är reproducerande i Sverige. Inga underarter finns listade i Catalogue of Life.